# Classe Dokdo
Pour l’article homonyme, voir Dokdo.
Les navires de classe Dokdo (anciennement LP-X) sont des navires d'assaut amphibies (Landing Platform Helicopter selon la liste des codes des immatriculations des navires de l'US Navy) de la Marine de la république de Corée, conçus pour déployer des forces terrestres sur des rivages ennemis. En 2021, deux navires de cette classe sont en service.

## Caractéristiques

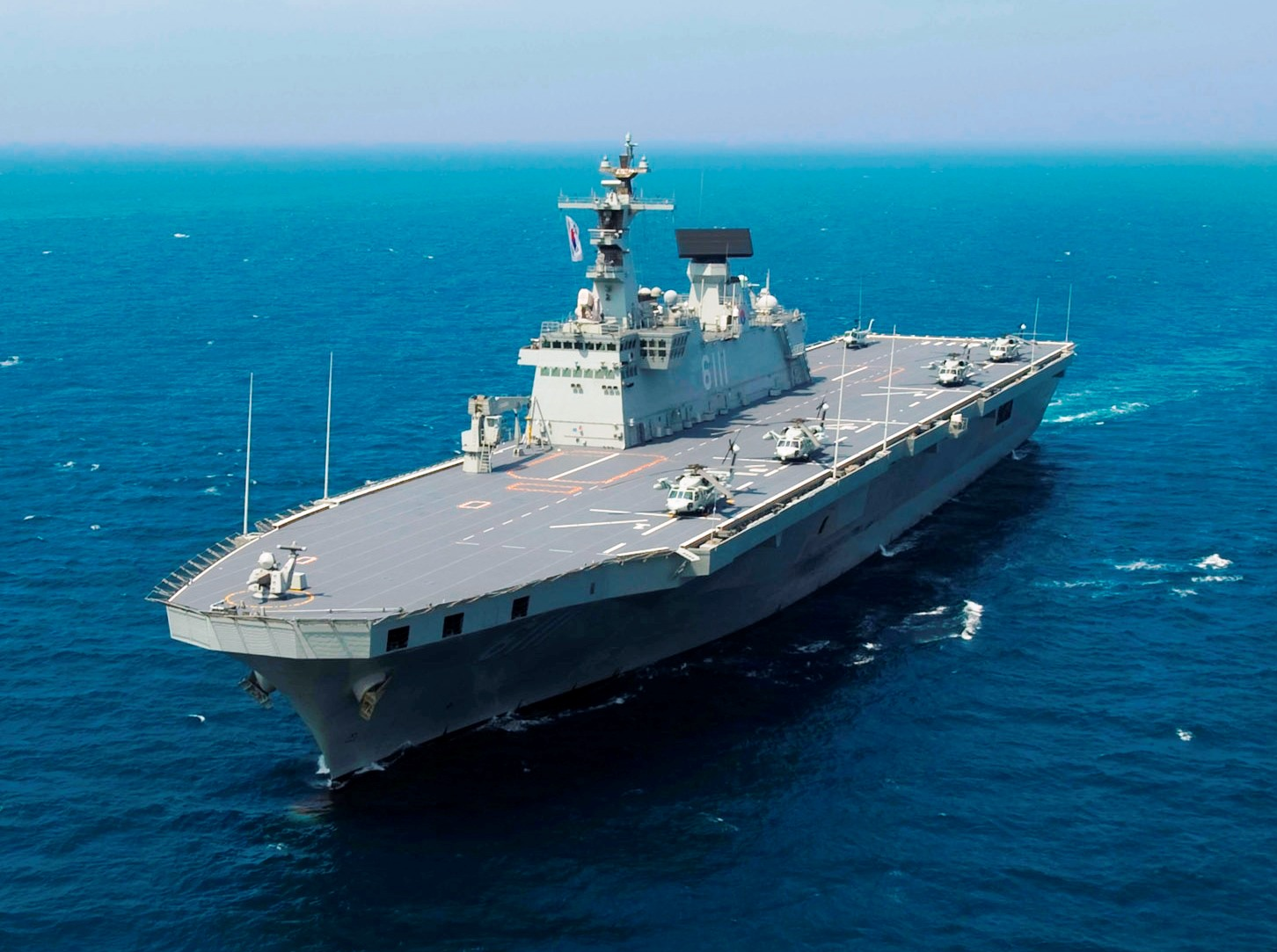
ROKS Dokdo (LPH 6111) en juillet 2010

Ces navires peuvent transporter 700 hommes de troupe, 10 camions, 6 chars de combat principal (MBT), 6 AAV-7A1, 3 pièces d'artillerie de campagne et disposent d'une escadrille pouvant aller jusqu’à 10 hélicoptères qui ont comme mission le transport de troupes et d'équipement et des embarcations de débarquement (jusqu'à 2 aéroglisseurs LCAC ou LSF-II).
Leur pont d'envol permet d'opérer cinq UH-60 Black Hawk (ou MUH-1 Marineon récemment sélectionnés) en même temps. Il est recouvert de polyuréthane qui permet de résister à la chaleur produite par un avion à décollage et atterrissage court lors d'opérations. En octobre 2013, il est envisagé de doter ceux-ci d'un pont d'envol incliné, de façon à servir de tremplin, pour de tels appareils avant 2019 mais cela ne s'est pas effectué. Un programme de porte-aéronefs nommé LPX-II est discuté en 2019.
Par rapport au premier navire de la classe, le ROKS Dokdo, le ROKS Marado a des capacités de projection de forces terrestres améliorées.
En 2021, le ROKS Marado est armé de 4 cellules KVLS (Korean Vertical Launching System) qui peuvent lancer un total de 16 K-SAAM Sea Bow (missiles sol-air coréen) remplaçant le système RIM-116 Rolling Airframe Missile et 2 systèmes d'armes rapprochés Raytheon Phalanx CIWS Block 1B remplaçant le système Goalkeeper CIWS. Il comprend également des systèmes de lancement de leurres K-Dagaie NG avec des leurres de nouvelle génération (SEALEM et SEALIR) de Lacroix. En ayant effectué des travaux de renforcement, le bâtiment est désormais capable de supporter une charge de 60 tonnes (auparavant 25 tonnes) afin de recevoir des MV-22 Osprey sur le Marado (contrairement au ROKS Dokdo).
En plus d'être utilisé pour les opérations de guerre navale, antiaérienne et anti-sous-marine, le ROKS Marado sera utilisé pour des activités de soutien dirigées par le gouvernement telles que les opérations de secours et d'évacuation d'urgence lors de catastrophes naturelles.

## Bâtiments
En octobre 2019, un bâtiment est en service, et le second est en essais afin d'entrer en service actif en 2020. L'annulation, avalisée par le président Lee Myung-bak (2008-2013), de la commande du troisième LPX, le Baengnyeongdo, aurait servi à dégager des ressources au lancement du programme LPX-II.
La Marine prévoyait initialement de disposer d'un second navire similaire vers 2010 et de 2 autres avant la fin de la décennie. Mais la Grande Récession de 2008 provoque l'annulation des 3 navires prévus après le ROKS Dokdo. Le budget du second navire est toutefois rétabli en 2012 et la commande passée le 23 décembre 2014, pour un montant de 417,5 milliards de wons, soit 1,28 fois plus cher que le Dokdo, dont le coût s'élevait à 325,77 milliards de wons. Le ROKS Marado entre en service en 2021.
| Nom         | Immatriculation | Constructeur | Commandé         | Lancé           | Commissionné   | Statut |
| ----------- | --------------- | ------------ | ---------------- | --------------- | -------------- | ------ |
| ROKS Dokdo  | LPH 6111        | Hanjin       | 28 octobre 2002  | 12 juillet 2005 | 3 juillet 2007 | Actif  |
| ROKS Marado | LPH 6112        | Hanjin       | 23 décembre 2014 | 14 mai 2018     | 28 juin 2021   | Actif  |

## Galerie de photos

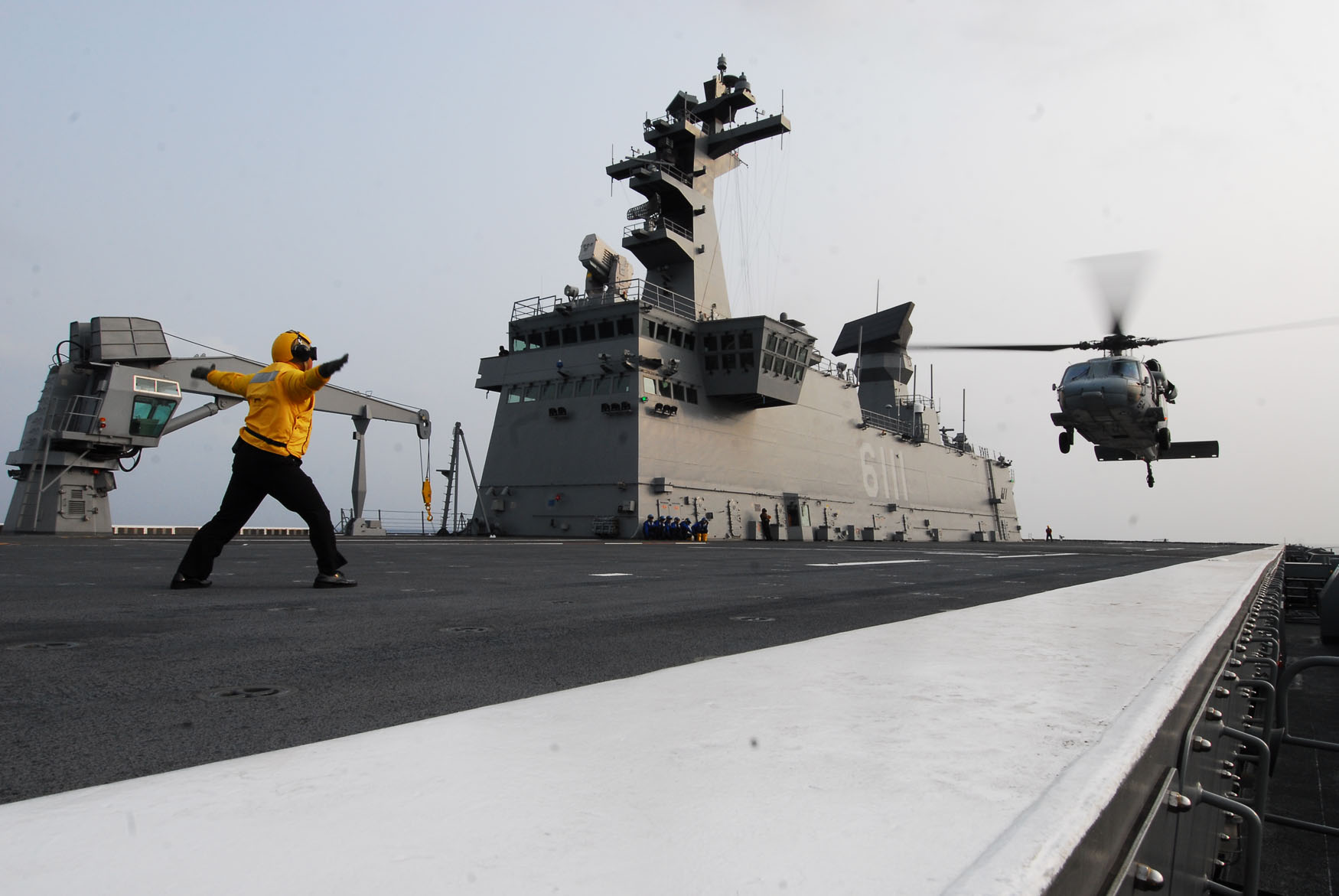
Un MH-60S de l'US Navy apponte sur le Dokdo (28 novembre 2007).
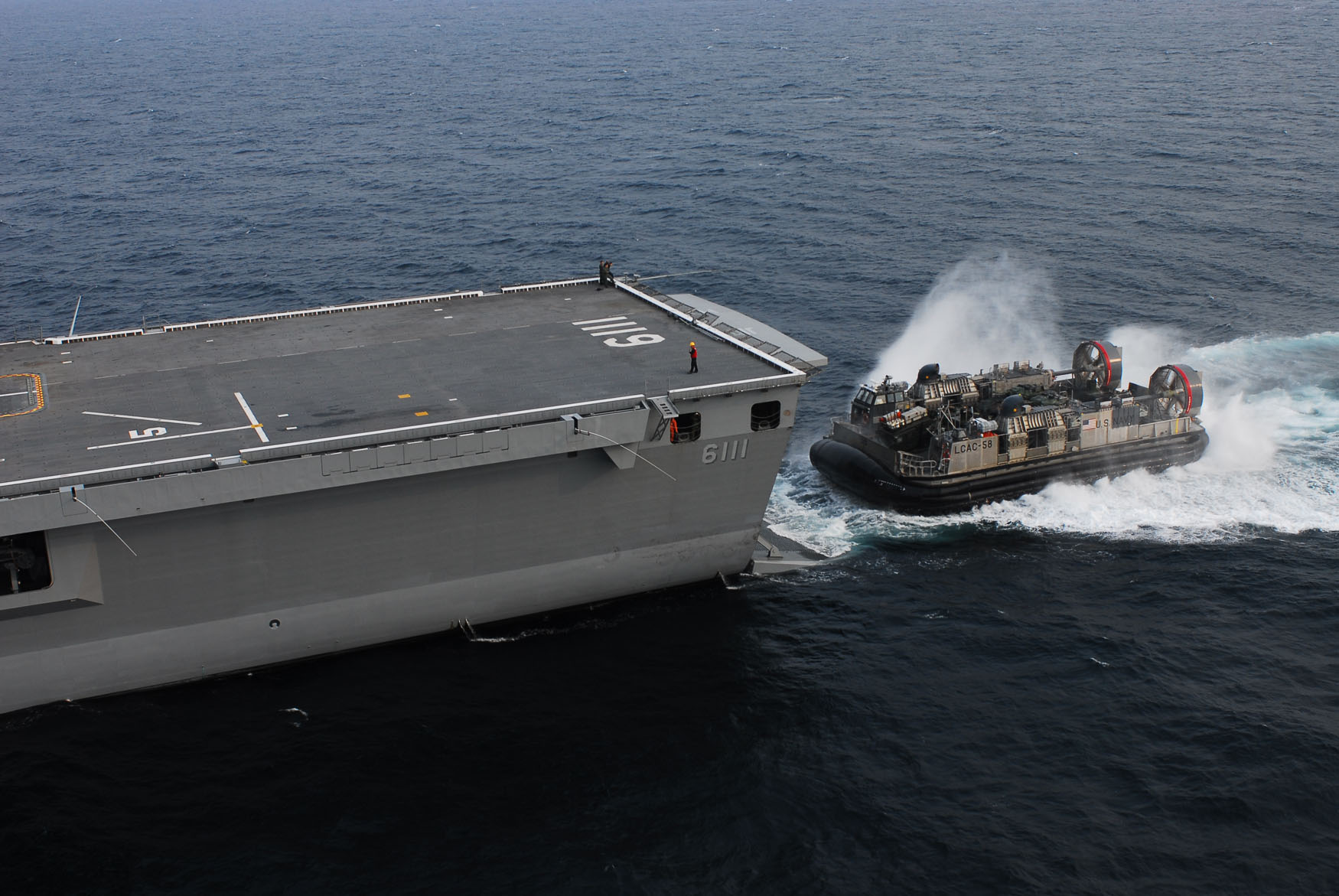
Un LCAC de l'US Navy prêt à s'enradier dans le Dokdo (11 novembre 2007).
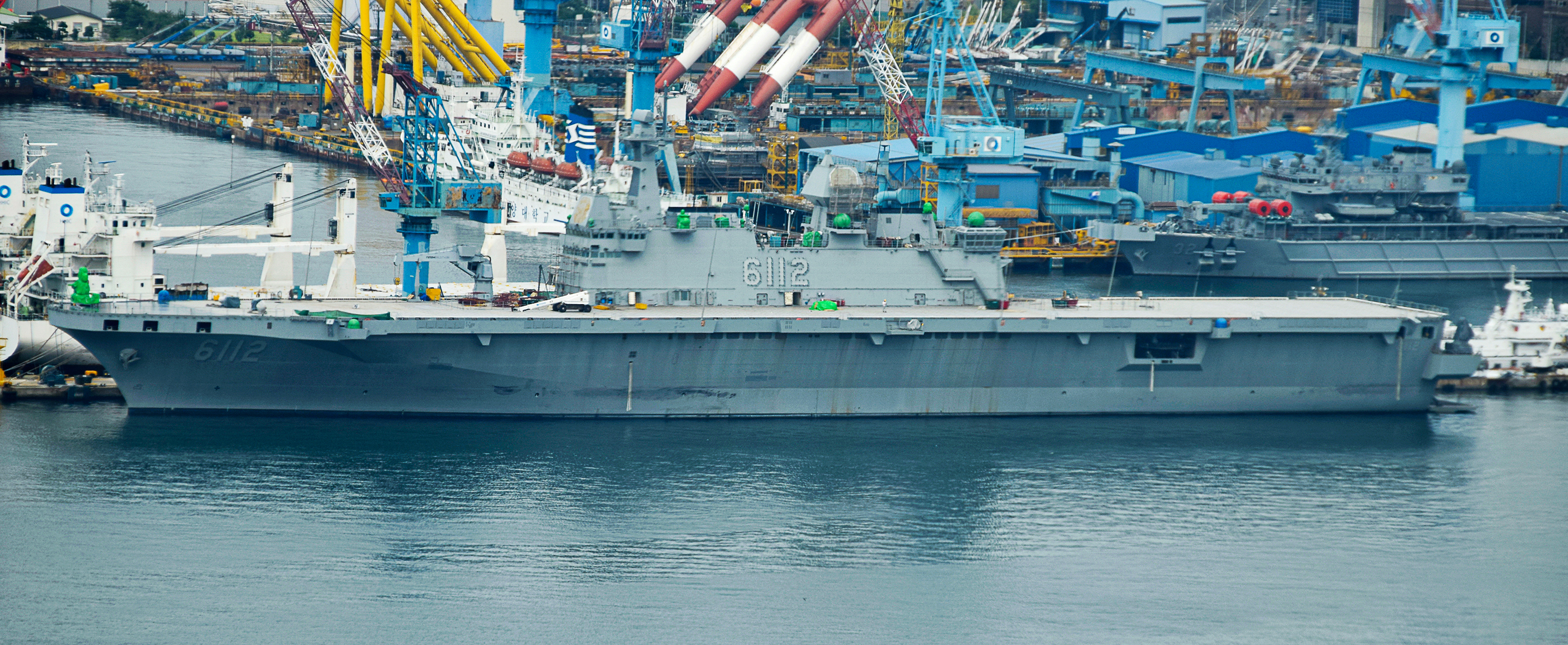
Le Marado à Pusan